# حوضه کنگو

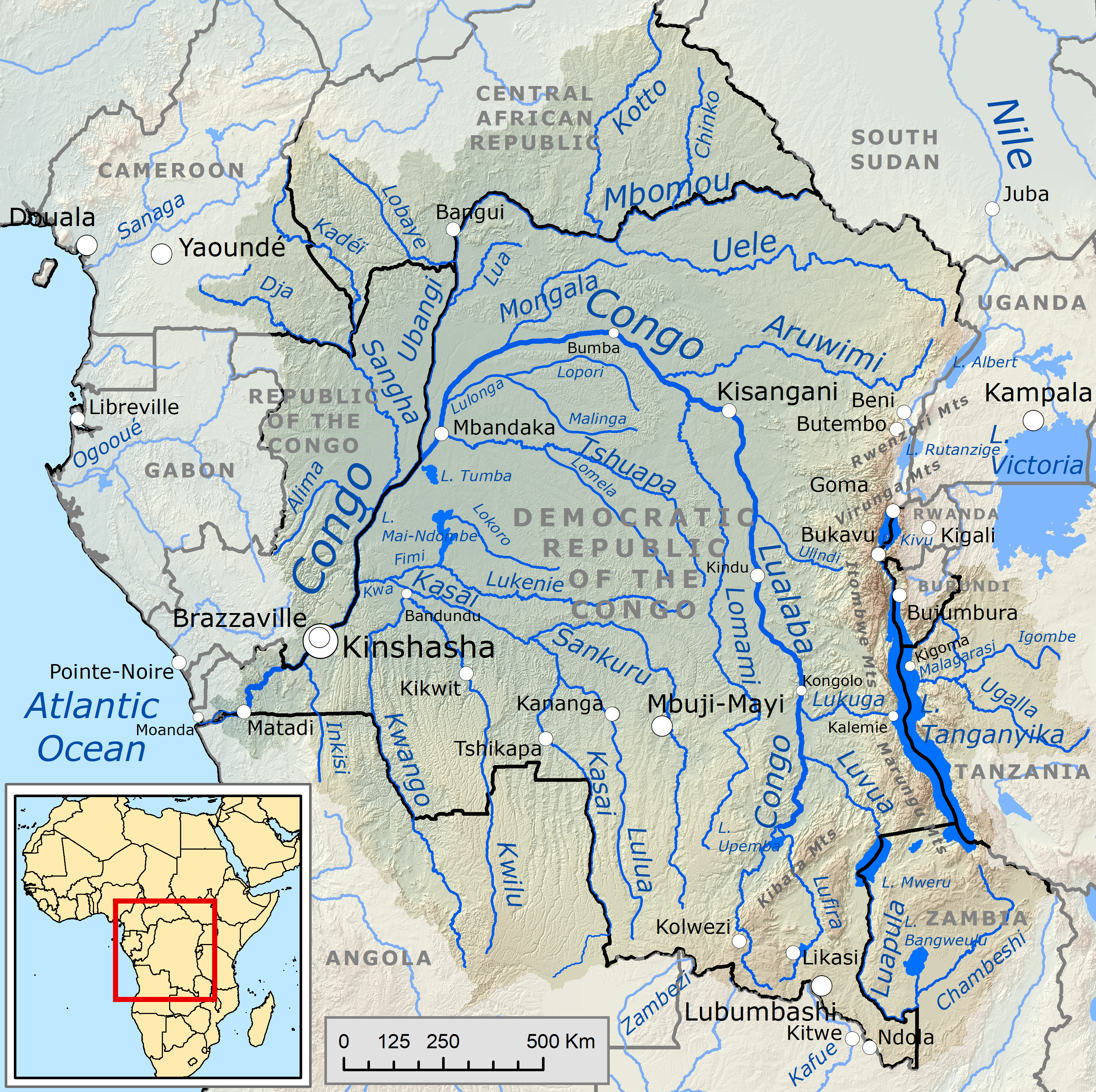
مسیر و حوضه آبریز رود کنگو

حوضه کنگو (فرانسوی: Bassin du Congo‎) به حوضه رسوبی رود کنگو گفته می‌شود. حوضه کنگو در مرکز آفریقا و منطقه‌ای که به‌نام آفریقای استوایی غربی شناخته می‌شود، قرار دارد. حوضه کنگو را گاهی به‌صورت ساده و خلاصه، کنگو (the Congo) نیز می‌نامند. این حوضه آبریز دربرگیرنده برخی از بزرگ‌ترین جنگل‌های بارانی استوایی در جهان است.
در حوضه کنگو ۸ سایت ثبت‌شده در فهرست میراث جهانی یونسکو وجود دارد که ۵ مورد از آن‌ها که همگی در جمهوری دموکراتیک کنگو قرار دارند، در فهرست میراث جهانی در معرض خطر نیز ثبت شده‌اند. ۱۴٪ از مساحت جنگل‌های بارانی این حوضه به‌عنوان منطقه حفاظت‌شده ثبت شده‌است.

## جغرافیا

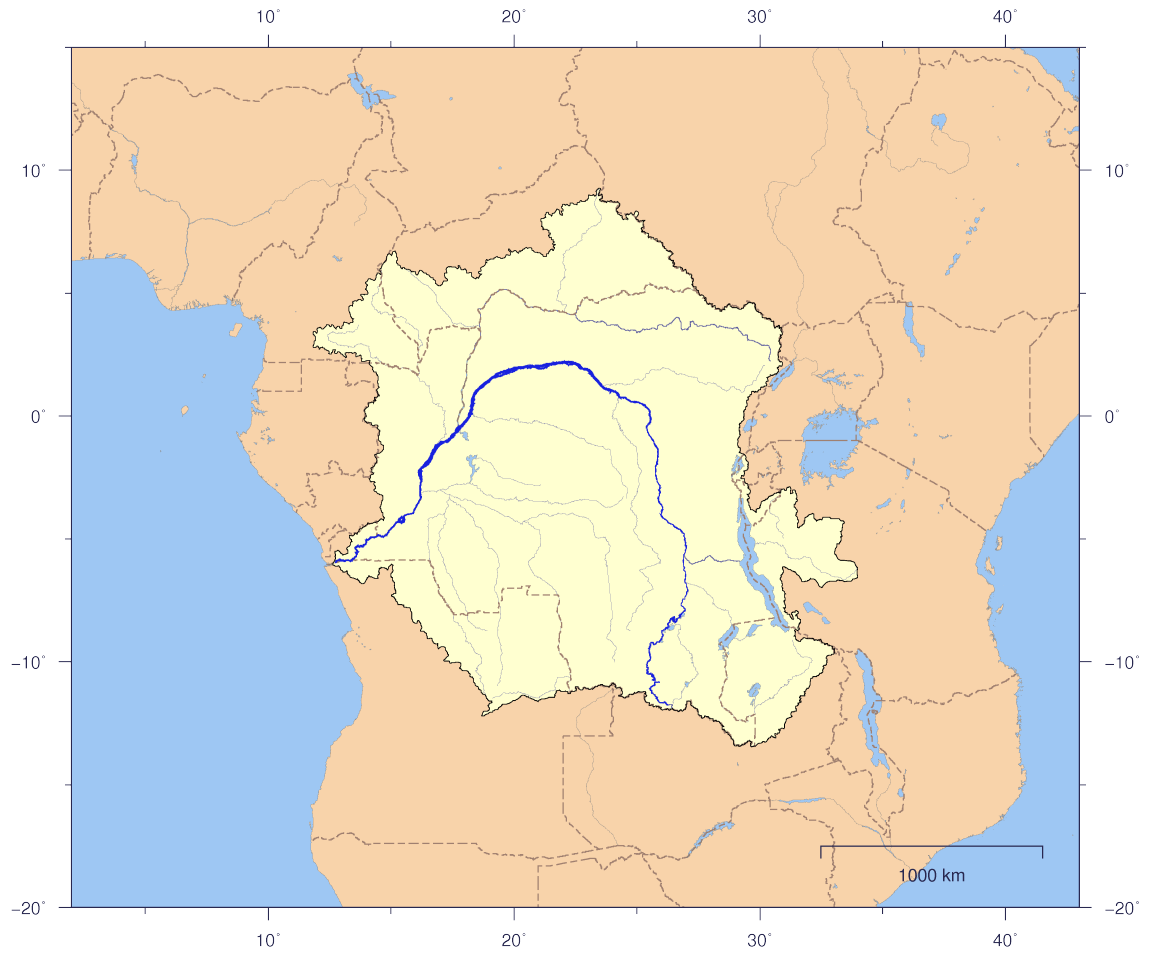
مسیر و حوضه آبریز رود کنگو با کشورهایی که همه یا بخشی از آن در این حوضه قرار دارند.

حوضه کنگو از ارتفاعات کافت شرق آفریقا آغاز شده و از آنجا سرشاخه‌های چند رود به‌سمت غرب جریان می‌یابد. به‌دلیل سن کم زمین‌شناختی و بالاآمدگی زمین‌ساختی در کافت شرق آفریقا و جوان‌بودن ارتفاعات آن، بار رسوبی رودها بسیار زیاد است، هرچند که این حوضه در بیشتر مساحت خود به‌صورت ناهمواری‌های کم‌ارتفاع است.
انتهای این حوضه محل رسیدن رود کنگو به خلیج گینه در اقیانوس اطلس و تخلیه بار رسوبی آن است. مساحت حوضه کنگو ۳٫۷ میلیون کیلومتر مربع است و برخی از بزرگ‌ترین پهنه‌های دست‌نخورده جنگل‌های باران‌خیز استوایی در زمین و تالاب‌های متعددی را در خود جای داده‌است.
کنگو نام سنتی منطقه آفریقای میانی استوایی است که بین خلیج گینه و دریاچه‌های بزرگ آفریقا قرار گرفته‌است.
کشورهایی که همه یا بخشی از آن‌ها در حوضه کنگو قرار دارند:
- آنگولا
- گابن
- بوروندی
- کامرون
- جمهوری آفریقای مرکزی
- جمهوری دموکراتیک کنگو
- جمهوری کنگو
- رواندا
- تانزانیا
- زامبیا

## تاریخ
امپراتوری‌های استعماری بلژیک، فرانسه و پرتغال تا پیش از پایان سده ۱۹ میلادی، تمامی محدوده حوضه کنگو را مستعمره خود کردند. کنفرانس ۱۸۸۵ برلین تعریفی دقیق از حوضه قراردادی کنگو ارائه کرد که تمام مساحت واقعی حوضه به‌همراه برخی مناطق دیگر را در بر می‌گرفت. در این کنفرانس، حوضه کنگو توسط کشورهای امضاکننده به‌عنوان منطقه بی‌طرف شناخته شد ولی این بی‌طرفی در جنگ جهانی اول نقض شد.

## آب‌وهوا
آب‌وهوای حوضه کنگو از نوع حاره‌ای استوایی است که دارای دو فصل بارانی است که به‌همراه بارش بسیار زیاد و دمای بالا در طول سال است.
جنگل‌های حوضه کنگو بر بارندگی در امتداد اقیانوس اطلس تأثیرگذار هستند. به عبارت دیگر وجود این جنگل‌ها برای پایداری اقلیمی در آینده که سنگری در برابر تغییرات سریع اقلیمی است، بسیار مهم و حیاتی است.

## جنگل‌ها

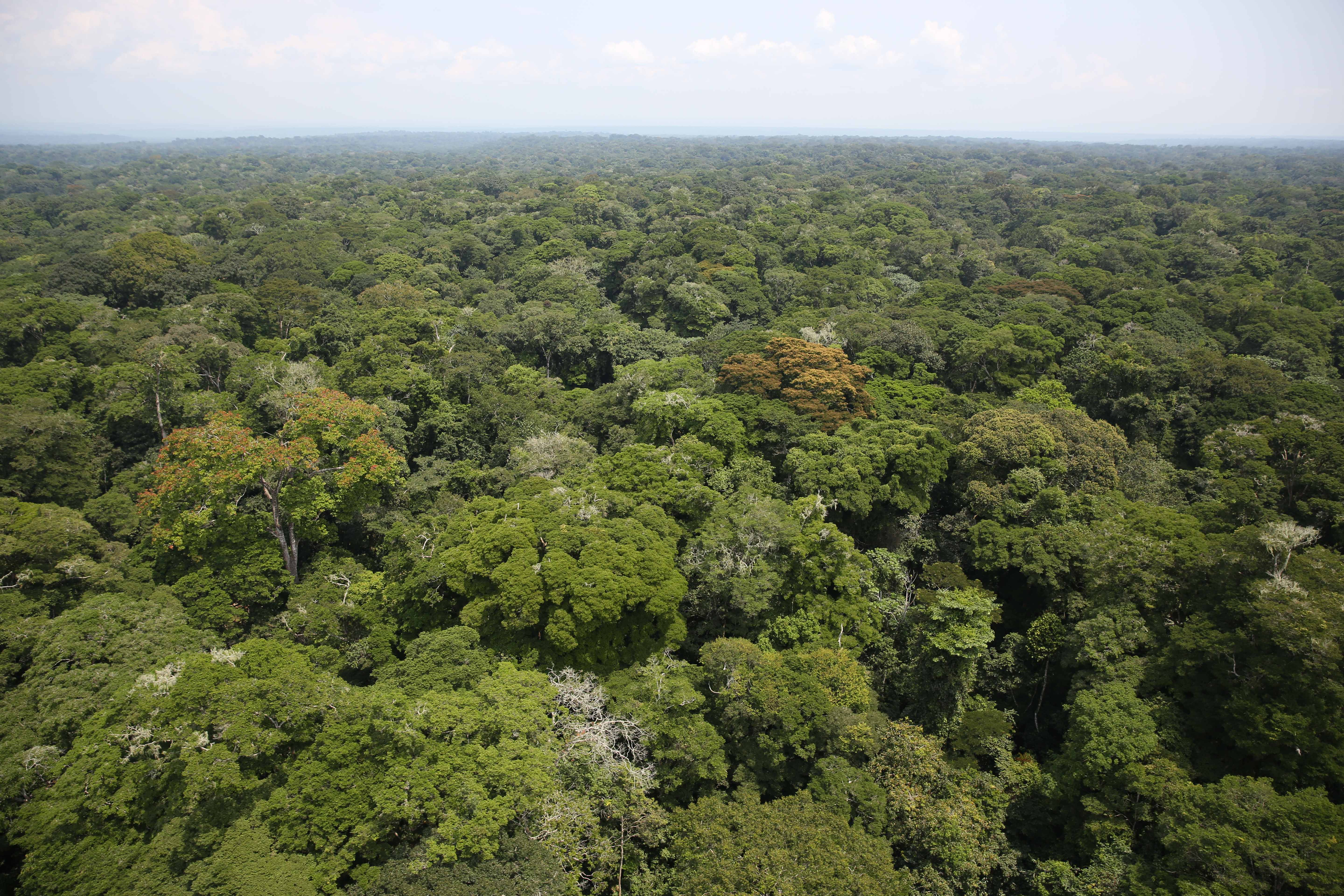
جنگل بارانی ایتوری

حوضه کنگو بزرگ‌ترین پهنه جنگلی آفریقاست که ۱۰٬۰۰۰ گونه گیاهی در این جنگل‌ها و پیرامون آن یافت می‌شود. مساحت جنگل‌های بارانی ۱٫۶ میلیون کیلومتر مربع است.
جنگل‌های کنگو در سطح جهانی پس از جنگل‌های بارانی آمازون به‌عنوان دومین ریه زمین شناخته می‌شود. این جنگل‌ها از منابع عظیم جذب کربن در زمین هستند. جنگل‌های حوضه کنگو حدود ۸ درصد از کربن جنگلی زمین را در اختیار دارد. در صورت از بین رفتن این جنگل‌ها، کربن به‌دام‌افتاده در آن‌ها در اتمسفر رها می‌شود. پیش‌بینی‌ها نشان می‌دهد که در صورت ادامه روند جنگل‌زدایی بی‌وقفه در در جمهوری دموکراتیک کنگو، تا پیش از سال ۲۰۵۰ میزان کربن دی‌اکسید توسط این کشور معادل مقدار کربن دی‌اکسید آزادشده توسط بریتانیا در ۶۰ سال اخیر است.

## جانوران
جنگل‌های حوضه کنگو زیستگاه زرافه گردن‌کوتاه، بونوبو، طاووس کنگو و گونه در خطر گوریل غربی سرزمین‌های پست است. برنامه محیط زیست ملل متحد در سال ۲۰۱۰ اعلام کرد که این گوریل ممکن است تا ۱۵ سال آینده در حوضه کنگو منقرض شود.

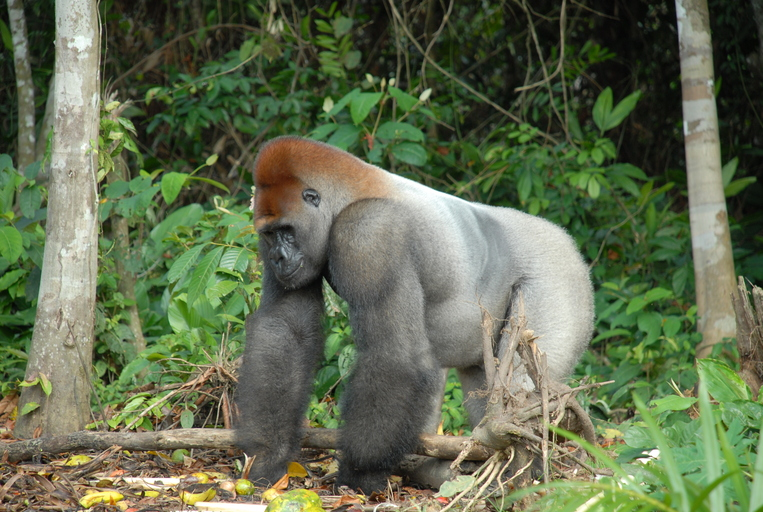
گوریل غربی سرزمین‌های پست.
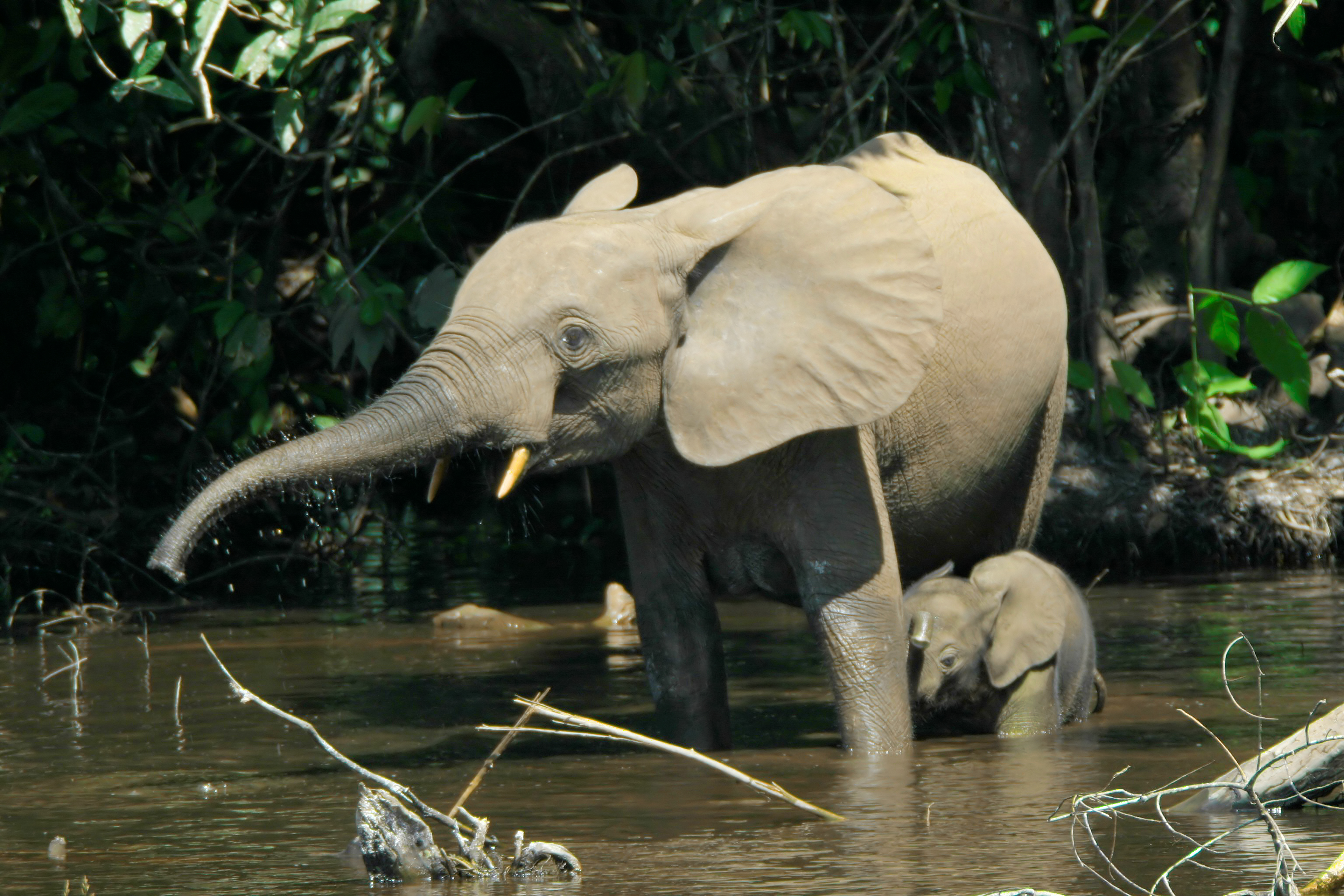
فیل جنگلی آفریقایی.